# Dactylispa malabikae
Dactylispa malabikae là một loài bọ cánh cứng trong họ Chrysomelidae. Loài này được Basu & Saha miêu tả khoa học năm 1977.